# 460 f.Kr.

## Händelser

### Efter plats

#### Persiska riket
- Egypten gör uppror mot Persiska riket. Egyptiernas ledare Inaros ber Aten om hjälp, vilket staden gärna ställer upp med, eftersom man där har planer på att handla med och kolonisera Egypten. En styrka på 200 atenska triremmer, som för närvarande befinner sig på Cypern, skickas därför omedelbart till Egypten.
- Den persiske satrapen (guvernören) över Egypten, Achæmenes, besegras av egyptiska styrkor och stupar i slaget vid Papremis vid Nilens strand.
- Byggandet av det ceremoniella komplexet Apadana (audienssal) för Dareios I och Xerxes I i Persepolis avslutas.

#### Grekland
- Det första peloponnesiska kriget utbryter mellan det attiska sjöförbundet (lett av Aten) och en peleponnesisk allians (ledd av Sparta). Kriget är delvis orsakat av Atens allians med Megara och Argos, vilket Sparta reagerar på. Atenarna har byggt långa murar åt Megaraborna till sin hamn vid Nisaia, vilket har ådragit dem Megaras gamla rival Korinths fiendskap.
- Argos gör uppror mot Sparta, varvid Aten bryter sin allians med Sparta och istället går i allians med Argos och Thessalien. Den lilla styrka som Sparta skickar att krossa upproret besegras av Atens och Argos förenade styrkor i slaget vid Oenoe.

#### Romerska republiken
- Konflikter uppstår mellan de romerska patricierna och plebejerna. Dessutom utbryter ett uppror bland Roms slavar. Under detta uppror håller slavarna Campidoglio och Roms viktigaste tempel, under en lång tid. Vid samma tid avlider konsuln Publius Valerius Publicola. Upproret tar emellertid slut då en armé anländer från Tusculum, ledd av den tusculanske diktatorn Lucius Mamilius. Under tiden utnämns Lucius Quinctius Cincinnatus till Publicolas efterträdare som konsul.

#### Sicilien
- Sikelernas ledare Duketios utnyttjar förvirringen, som har uppstått efter att tyrannin i Syrakusa och andra sicilianska stadsstater har fallit. Med hjälp av den syrakusiska demokratin kör han ut den förre tyrannen Hieron I av Syrakusas kolonisatörer från Catania och återbördar den till sina ursprungsinnevånare.

### Efter ämne

#### Konst
- Polygnotos från Thasos dekorerar den målade stoan på norra sidan av Atens agora (omkring detta år).
- Arbetet på en skulptur av en Ung krigare (återfunnen i havet utanför Riace i Italien) påbörjas och avslutas omkring tio år senare (omkring detta år). Den finns numera bevarad i Museo Archeologico Nazionale i Reggio Calabria i Italien.
- Skulpturen Apollon med kämpande lapither och kentaurer vid västra pedimentet på Zeustemplet i Olympia (omkring detta år). Endast fragment av den idag och dessa finns bevarade på det arekologiska museet i Olympia.
- En metoprelief av Athena, Herakles och Atlas tillkommer på en fris i Zeustemplet i Olympia (omkring detta år). Den finns nu bevarad på arkeologiska museet i Olympia.
- En staty av Apollon gjuts (omkring detta år), av vilken idag återstår ett ben, förvarat på Louvren, och huvudet, känt som The Chatsworth Head, förvarat på British Museum.

## Födda
- Demokritos från Abdera, grekisk filosof (död 370 f.Kr.)
- Hippokrates från Kos, grekisk läkare (död 370 f.Kr.)
- Thukydides, grekisk historiker (död 395 f.Kr.)

## Avlidna
- Epikarmos, grekisk poet (född 550 f.Kr.)
- Panini, hinduisk-indisk grammatiker (född 520 f.Kr.)
- Themistokles, atensk politiker och sjöstrateg (född 525 f.Kr.)